# The Red Turtle
The Red Turtle (Franse titel: La Tortue rouge) is een Frans-Japanse animatiefilm uit 2016 van de Nederlandse regisseur Michael Dudok de Wit. De film werd geproduceerd door Studio Ghibli en is het speelfilmregiedebuut van Dudok de Wit. De film ging op 18 mei in première op het filmfestival van Cannes in de sectie Un certain regard en won de Prix spécial du certain regard. In 2017 werd de animatiefilm genomineerd voor een Oscar.

## Verhaal
De film bevat geen gesproken woord en gaat over een schipbreukeling die aanspoelt op een onbewoond eiland.

## Prijzen en nominaties
| Jaar | Prijs                   | Categorie                              | Genomineerde(n)                        | Uitslag     |
| ---- | ----------------------- | -------------------------------------- | -------------------------------------- | ----------- |
| 2017 | Magritte du cinéma      | Beste buitenlandse film in coproductie | Beste buitenlandse film in coproductie | Gewonnen    |
| 2017 | Magritte du cinéma      | Beste geluid                           | Nils Fauth en Peter Soldan             | Gewonnen    |
| 2016 | Filmfestival van Cannes | Prix spécial Un Certain Regard         |                                        | Gewonnen    |
| 2016 | Filmfestival van Cannes | Caméra d'or                            | Michael Dudok de Wit                   | Genomineerd |